# Ragnar Smith

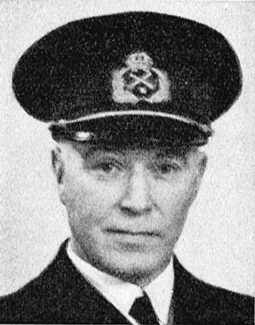
Ragnar Smith.

Ragnar Theodor Smith, född den 29 januari 1892 i Strömstad, död den 15 oktober 1975 i Stockholm, var en svensk militär.
Smith avlade officersexamen 1912, filosofie kandidatexamen vid Lunds universitet 1920 och filosofie licentiatexamen 1930. Han blev underlöjtnant i kustartilleriet 1912, löjtnant där 1916 och kapten där 1926. Smith blev lärare i kustfästningslära vid Sjökrigshögskolan 1928 och adjutant för chefen vid marinstaben 1930. Han blev major 1935, var stabschef vid Karlskrona fästning 1935–1940 och souschef vid marinstaben 1941–1945. Smith befordrades till överstelöjtnant 1941 och till överste i kustartilleriet 1942. Han var chef för Sjökrigshögskolan 1945–1948 och fick avsked ur aktiv tjänst sistnämnda år. Smith invaldes som ledamot av Örlogsmannasällskapet 1935 och av Krigsvetenskapsakademien 1942. Han blev riddare av Svärdsorden 1933, av Vasaorden 1934 och av Nordstjärneorden 1945 samt kommendör av andra klassen av Svärdsorden 1946. Smith publicerade även artiklar i tidningar och tidskrifter. Han vilar på Galärvarvskyrkogården i Stockholm.